# Johannes Moor
Johannes Moor (ur. 1838 w Obersteinmaur, zm. 29 sierpnia 1908) – szwajcarski lekarz psychiatra.

## Życiorys
Studiował na Uniwersytecie w Zurychu, dysertację doktorską Das in Zürich befindliche kyphotisch-querverengte Becken przedstawił w 1865 roku. Praktykował w Bülach, potem był dyrektorem zakładu psychiatrycznego Anstalt Rheinau. Jego synem był Jean Moor (1866–1945).